# اجسام میشائیلیس–گوتمان

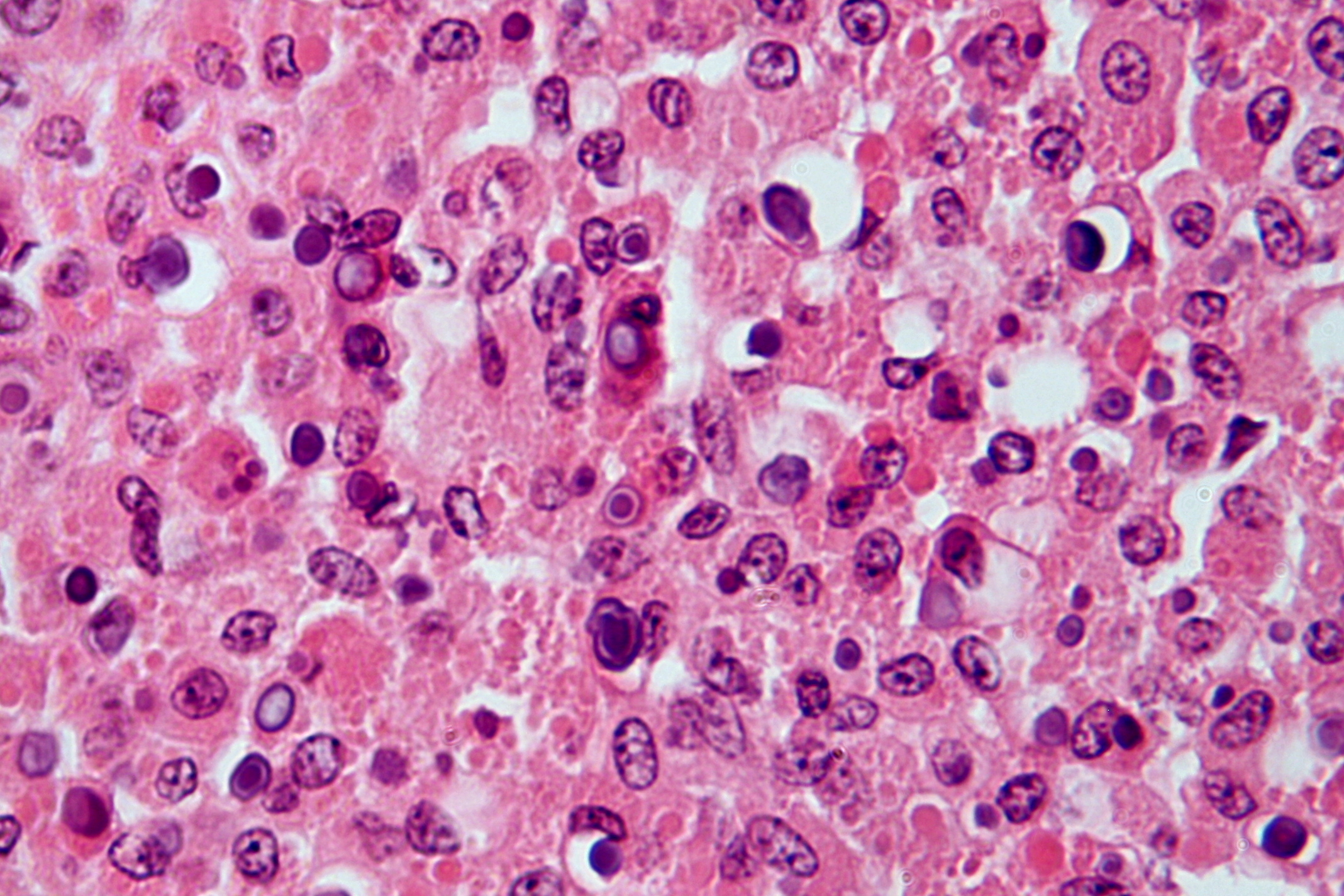
ریزنگاره‌ای از اجسام میشائیلیس–گوتمان با استفاده از رنگ‌آمیزی هماتوکسیلین-ائوزین.

اجسام میشائیلیس–گوتمان (انگلیسی: Michaelis–Gutmann bodies) یا به‌اختصار اجسام M-G، اجسام درون‌بستهٔ بازوفیلی و متراکمی هستند که در دستگاه ادراری یافت می‌شوند. ابعاد این اجسام، ۲ تا ۱۰ μm بوده و احتمالاً بازمانده‌های فاگوزوم‌هایی هستند که توسط رسوبات املاح آهن و کلسیم، معدنی شده‌اند.
اجسام میشائیلیس–گوتمان نشانگر و شاخصِ اختصاصیِ بیماریِ مالاکوپلاکیا هستند، یک بیماری التهابی که دستگاه ادراری-تناسلی را درگیر می‌کند. اجسام میشائیلیس–گوتمان در سال ۱۹۰۲ میلادی توسط دو دانشمند آلمانی به نام‌های لیونور میشائیلیس و کارل گوتمان کشف شد.